# Javier Redal
Francisco Javier Redal Villena (1952-2016) fue un escritor y articulista aficionado español, especializado en el género de la ciencia ficción.

## Biografía
Nació en Valencia el 25 de octubre de 1952. Efectuó sus estudios primarios y de bachillerato en el Colegio de las Escuelas Pías San José de Calasanz. Se licenció en Biológicas en la Facultad de Ciencias de la Universidad de Valencia, y ejerció su carrera profesional como profesor de enseñanza media principalmente en el IES Juan de Garay. 
Colaboró como articulista en diversos fanzines y revistas de ciencia ficción, principalmente BEM y Nueva Dimensión, donde publicó también algunos relatos cortos. Fue un apasionado de Star Trek en sus diferentes generaciones, pero sobre todo fue un especialista en la serie televisiva Babylon 5.[cita requerida]
Escribió en colaboración con Juan Miguel Aguilera algunos relatos cortos y novelas, en especial La Saga de Akasa-Puspa, del género de la ciencia ficción dura, ambientada con descripciones detalladas de la ciencia y tecnología involucradas en el relato.
Falleció en Valencia, el 13 de noviembre de 2016.[cita requerida]

## Obras
Novelas en colaboración con Juan Miguel Aguilera:
| Título                 | Editorial            | Año  |
| ---------------------- | -------------------- | ---- |
| Mundos en el abismo    | Ultramar             | 1988 |
| Hijos de la eternidad  | Ultramar             | 1989 |
| En un vacío insondable | La Calle de la Costa | 1994 |
| El refugio             | Ediciones B          | 1994 |
| Maleficio              | Visiones AEFCFT      | 1995 |
| Némesis                | AJEC                 | 2006 |

Otras novelas cortas y artículos en solitario (salvo indicación):
| Título                                                          | Editorial               | Año  |
| --------------------------------------------------------------- | ----------------------- | ---- |
| Una clase de paleontología                                      | Nueva Dimensión n.º 124 | 1980 |
| O.V.M.I.                                                        | Nueva Dimensión n.º 131 | 1980 |
| El horror sin nombre (Cuentos de Ciencia Ficción)               | Trazos                  | 1980 |
| Sangrando correctamente (colaboración con Juan Miguel Aguilera) | Nueva Dimensión n.º 136 | 1981 |
| La parábola de Aquiles y la tortuga                             | Kandama 4               | 1981 |
| Naufragio en Titán                                              | Nueva Dimension n.º 109 | 1982 |
| El robot mentiroso                                              | Maser 4                 | 1982 |
| La CF considerada como una forma de mitología contemporánea     | Nueva Dimension n.º 125 | 1983 |
| Extraviado                                                      | BEM n.º 14              | 1991 |
| Ari, el tonto (colaboración con Juan Miguel Aguilera)           | BEM n.º 20              | 1992 |
| El sueño de Darwin (colaboración con Eduardo Gallego)           | BEM n.º 52              | 1996 |

## Reconocimientos
Javier Redal ha recibido varios premios de la Asociación Española de Fantasía, Ciencia Ficción y Terror (AEFCFT):
- 1992: Premio Ignotus al mejor libro de ensayo por "Yo, Robert Graves"[4]
- 1995: Premio Ignotus a la mejor novela por "El Refugio"[5]
- 1995: Premio Ignotus a la mejor novela corta por "En un vacío insondable"
- 1996: Premio Ignotus a la mejor novela corta por "El Maleficio"[6]
- 1997: Premio Ignotus al mejor artículo por "El sueño de Darwin"[7]
- 2013: Premio Gabriel junto a Juan Miguel Aguilera[8]